# アフ・オフィナ
アフ・オフィナ（Afu Ofeina、2000年6月18日 - ）は、ジャパンラグビーリーグワン東芝ブレイブルーパス東京に所属するラグビー選手。

## プロフィール
- トンガ出身[1]。
- ポジションはフランカー(FL)、ナンバーエイト(No8)。
- 身長: 187 cm、体重: 113 kg

## 略歴
11歳からラグビーを始めた。
2020年、東海大福岡高校卒業後、東海大学に入る。なお東海大福岡高校時代、高校日本代表に選ばれたことがある。
2023年、東海大学体育会ラグビーフットボール部の副将に就任。
2024年、アーリーエントリーで東芝ブレイブルーパス東京に加入。